# Роджър Корнбърг
Роджър Дейвид Корнбърг (на английски: Roger David Kornberg) е американски биохимик и професор по структурна биология. Носител е на Нобелова награда за химия от 2006 г. за изследванията си върху процеса, чрез който генетичната информация се копира от ДНК към РНК или „молекулярната основа на еукариотната транскрипция“.

## Ранен живот и образование
Корнбърг е роден на 24 април 1947 г. в Сейнт Луис, Мисури. Той е най-големият син на биохимика Артър Корнбърг (също нобелов лауреат) и Силви Рут (Леви), която също е биохимичка. Получава бакалавърска степен по химия от Харвардския университет през 1967 г., а през 1972 г. защитава докторската си дисертация по физикохимия в Станфордския университет.

## Научна дейност
Корнбърг продължава с постдокторантска изследователска работа към Лабораторията по молекулярна биология в Кеймбридж, Англия. След това е назначен за асистент по биохимия в Медицинското училище на Харвард през 1976 г. Две години по-късно е назначен за професор по структурна биология в Станфорд.
Всички организми имат гени, които се кодират от ДНК, а информацията впоследствие копира към РНК, която създава протеини. Когато дадена клетка прояви определен ген, тя копира (транскрибира) ДНК последователността към информационната РНК. Последната се придвижва извън ядрото към рибозомите. Те прочитат информационната РНК и превеждат (транслират) кода в правилната последователност от аминокиселини, за да произведат протеините на гена. ДНК се транскрибира към информационна РНК с помощта на ензима РНК полимераза II и различни протеини. Използвайки дрожди, Корнбърг идентифицира ролята на полимеразата и други протеини при транскрибирането на ДНК и създава триизмерни изображения на протеиновия куп чрез рентгенова кристалография. Оказва се, че РНК полимераза II се използва от всички организми с ядра, включително и хората, за транскрибиране на ДНК.
Корнбърг е изследователската му група правят няколко фундаментални открития относно механизмите и регулацията на еукариотната транскрипция. Още като студент под менторството на Хардън Макконъл в Станфорд той открива страничната дифузия на фосфолипидите в двуслойните мембрани. Като постдокторант в Кеймбридж, работейки с Аарон Клуг и Франсис Крик, той открива, че нуклеозомата е основният протеинов комплекс, съдържащ хромозомна ДНК в ядрото на еукариотните клетки. В нуклеозомата, Корнбърг намира че ДНК обвива октамер на хистонови протеини. Заедно с Яхли Лорч, Корнбърг показва, че нуклеозома с промотор предотвратява започването на транскрипцията, което води до разпознаването на функционалната роля на нуклеозомата, която служи като общ генен репресор.
Екипът на Корнбърг в Станфорд по-късно успява да разработи надеждна система за транскрипция от хлебна мая, прост едноклетъчен еукариот, който използват за изолиране в чиста форма. Благодарение на работата им става ясно, че тези протеинови компоненти се запазват при всички еукариоти, от дрождите до човешките клетки. Използвайки тази система, Корнбърг открива, че предаването на регулаторни сигнали на гените към РНК полимеразата е съпроводено от допълнителен протеинов комплекс, който нарича медиатор.
Корнбърг отдава две десетилетия на разработването на методи за визуализиране на атомната структура на РНК полимеразата и свързаните с нея протеинови комплекси. Използвайки рентгенова кристалография той получава триизмерна картина на РНК полимеразата с атомна резолюция.
Освен като изследовател, Корнбърг работи и в научно-консултативните съвети на няколко компании и служи като директор на няколко компании.